# John Barnett
John Barnett (1802-90) var en engelsk komponist.
Barnett stammede fra en indvandret
tysk Familie og blev tidlig Elev af den eng.
Komponist Arnold. Den Lykke, B.’s første Forsøg
som Operakomponist (Operetten Before
Breakfast) gjorde, bestemte ham til helt at hellige sig
til at skrive for Scenen, og den lange Rk. af
Operaer (navnlig i mindre, lettere Stil), han i
Aarenes Løb optraadte med, gjorde ham meget yndet
som Komponist. B.’s Operaer udmærker sig ved
dramatisk Liv og ved smuk og ejendommelig
Melodik. Hans Nevø, John Francis B., f.
16. Oktbr 1837 i London, studerede i Leipzig og
virkede der i en Aarrække som Klaverspiller og
Komponist. Han har skrevet en Del
Orkester- og Kammermusik foruden en Klaverkoncert samt
Oratorier og Kantater ved Musikfester.